# Бешкетники
Дитяча театральна студія «Бешкетники» була створена у 2015 році при Палаці культури міста Луцька. Засновник студії Вадим Хаїнський.
Головна мета студії — збалансований розвиток дитини. 
Завдання студії: створити максимальні умови для розширення світогляду, самопізнання, соціалізації та креативності.
Заняття проходять у вигляді захоплюючих тренінгів, постановочних робіт, різного роду театральних експериментів, що стимулює активний творчий пошук у творені нових форм, розвиваючи креативне і конструктивне мислення, уяву, тренуючи пам'ять, спостережливість, гармонізацію особистості, набуваються навики притаманні справжнім акторам та  формується естетичний смак у різних вікових категоріях.

## Історія
Дитяча театральна студія "Бешкетники" створена у 2015 році при Палаці культури міста Луцька. Ініціатор та засновник студії актор Волинського академічного обласного театру ляльок, за сумісництвом методист Палацу культури міста Луцька Вадим Вікторович Хаїнський.
3 травня 2019 року дитячій театральній студії «Бешкетники» комунального закладу «Палац культури міста Луцька» за активну творчу діяльність з розвитку та популяризації аматорського театрального мистецтва, високий художній рівень та виконавську майстерність, сценічну культуру, участь у конкурсах, фестивалях, культурно-мистецьких заходах, й відповідну матеріально-технічну базу присвоєно звання «Зразковий аматорський колектив».
З дітьми працюють професіонали культурно-мистецької сфери:
- Вадим Хаїнський — актор Волинського театру ляльок, незалежного театру "Гармидер", викладач Волинського коледжу культури і мистецтв ім. І.Стравінського, режисер театралізованих масових заходів та свят Палацу культури міста Луцька.

- Олеся Іщук ( «Паперова майстерня») — бере участь у багатьох проєктах, зокрема на її майстер-класах діти навчаються виготовляють ляльки, декорації, реквізити, костюми, програмки до творчих проєктів та вистав.
- Костянтин Яворський — композитор та виконавець авторських пісень, провадить для дітей заняття з вокалу та допомагає з музичним оформленням вистав.
- Алла Скрипічук — акторка, педагог, майстер спорту. У 2022 році внутрішньо переміщена особа з м.Харків. Волонтерка в арт-майстерні "Діти слухають казки" (кер.Вадим Хаїнський). З 2023 року керівниця зразкової театральної студії "Бешкетники".

## Репертуар
- 2016 р. — бешкетна вистава «Муха-цокотуха» за казкою Корнія Чуковського, режисер Вадим Хаїнський;
- 2017 р. — лялькова вистава «Пригоди Колобка», режисер Вадим Хаїнський;
- 2017 р. — ляльковий вертеп «Притча про шлях до Ісуса», режисер Вадим Хаїнський;
- 2018 р. — «Осіння верстка» поезій Віктора Лазарука», режисер Вадим Хаїнський;
- 2018 р. — інсценізація «Шлях до мрії або шукання сонця» за казкою Клави Корецької «Сонячна дівчинка», режисер Вадим Хаїнський;
- 2019 р. — вистава за казкою Лесі Українки «Біда навчить», режисер Вадим Хаїнський;
- 2019 р. — вистава-фантазія «Грицеві писанки» за оповіданням Олександра Олеся, режисер Вадим Хаїнський;
- 2019 р. — поетична вистава «Зимова ХУҐА» за віршами волинських письменників, режисер Вадим Хаїнський;
- 2020 р. — вистава в стилі вуличного народного театру «Кобиляча голова» за мотивами українських народних казок, режисер Вадим Хаїнський;
- 2020 р. — вистава «Коза-дереза" за мотивами казки Олени Пчілки, режисер Вадим Хаїнський;
- 2020 р. — різдвяна фантазія "Дивоніч", режисер Вадим Хаїнський;
- 2021 р. — вистава-феєрія "Таємниця місячного сяйва" за твором Бориса Грінченка «На русалчин Великдень», режисер Вадим Хаїнський;
- 2022 р. — вистава-роздум "Я ще людина?" за поемою Григорія Чубая "Вертеп", режисер Вадим Хаїнський;
- 2022 р. — поетична композиція "Зелений вітер" за пейзажною лірикою Надії Гуменюк, режисер Вадим Хаїнський;
- 2022 р. — гра-читка дитячої п’єси Наталки Блок «Місто за шпалерами», режисер Вадим Хаїнський;
- 2023 р. — поетична замальовка "ЩеМить" за віршами українських письменників написаними війною, режисер Вадим Хаїнський;
- 2023 р. — театральний колаж «Волинське кохання» з життя Ю. І. Крашевського в межах проекту «Колорит прикордонного Полісся у житті та творчості Ю. І. Крашевського - відтворення сторінок спільної українсько-польської культурної спадщини», режисер Вадим Хаїнський;
- 2023 р. — різдвяне дійство "ВЕРТЕП", режисер Вадим Хаїнський;
- 2024 р.  —

## Нагороди
3 травня 2019 року студії «Бешкетники» було присвоєно звання «Зразковий аматорський колектив».
Неодноразові перемоги на Міському фестивалі вертепів “З Різдвом Христовим!”, м.Луцьк 
2019 р. - переможець конкурсу «Таланти ПортCity 2019» 
2019 р. - Інсценізація «Шлях до мрії, або Шукання сонця» (реж. Вадим Хаїнський) 1 місце на IX Всеукраїнському фестивалі-конкурсі дитячих театральних колективів ім. Марка Ентіна «Лимодан» (м. Харків)
2021 р. - вистава-феєрія «Таємниця місячного сяйва» (реж.Вадим Хаїнський)- ГРАН-ПРІ Всеукраїнського фестивалю-конкурсу аматорського театрального мистецтва «Галицьке Люстро» у м.Червоноград.
2022 р. - вистава-роздум "Я ще людина?"(реж.Вадим Хаїнський) - "Краща поетична вистава" та номінація "Пластична виразність вистави" на VIII фестивалі театрального мистецтва "Комора" в м. Кам’янець-Подільський.
2023 р. - Вистава-феєрія "Таємниця зачарованого сяйва" (реж. Вадим Хаїнський) 1 місце на Всеукраїнському фестивалі дитячих та молодіжних театральних колективів «Мельпомена FEST» у м. Хмельницький